# Bo mạch âm thanh

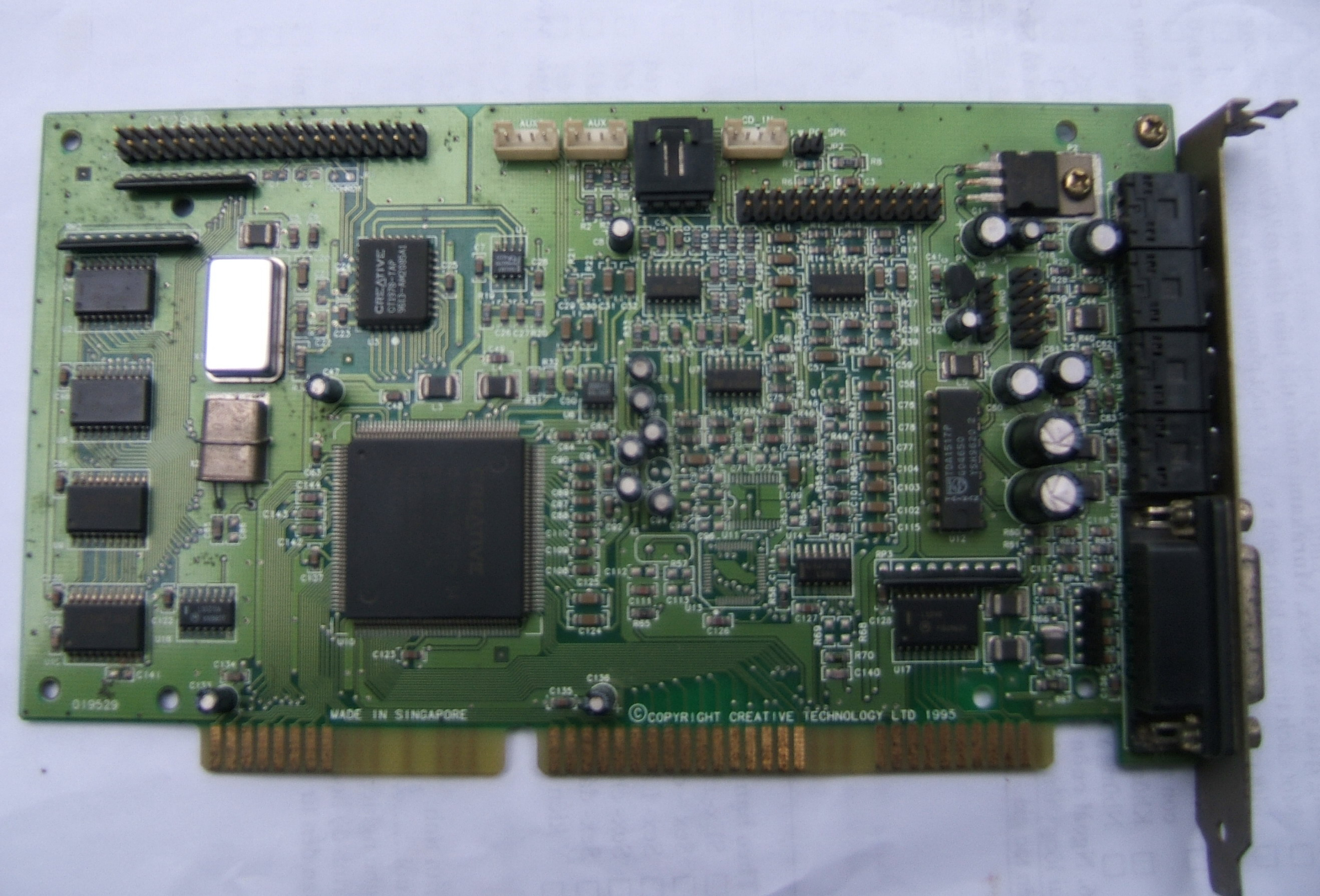
Bo mạch âm thanh Creative Lab Creative Tech '94 CT2502-SDQ 16 bit dùng BUS ISA điển hình năm 1994 đã tạo nên cuộc cách mạng âm thanh máy tính

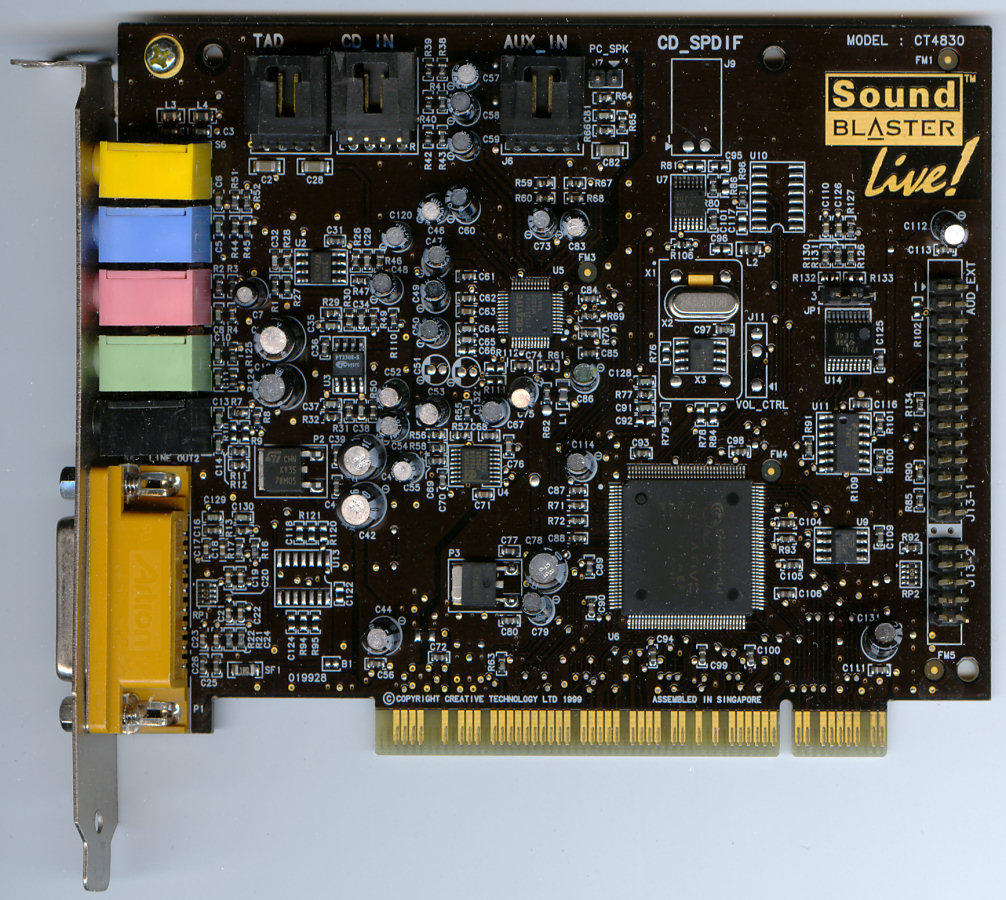
Bo mạch âm thanh Live! Value của Creative Lab, loại dùng cho khe PCI

Bo mạch âm thanh (Tiếng Anh:sound card, Phiên âm: Saocạt) trong máy tính là một bo mạch mở rộng các chức năng về âm thanh (và một số chức năng khác về giải trí, kết nối...) trên máy tính, thông qua các phần mềm nó cho phép ghi lại âm thanh (đầu vào) hoặc trích xuất âm thanh (đầu ra) thông qua các thiết bị chuyên dụng khác.

## Sơ lược về bo mạch âm thanh

### Lịch sử và sự phát triển
Bo mạch âm thanh xuất hiện từ khi máy tính ra đời bởi các hệ thống máy tính cá nhân (IBM-PC) đầu tiên được phát triển với sự trú trọng vào cấu trúc và sự định hướng của bộ vi xử lý. "Âm thanh" trên máy tính khi này chỉ là những tiếng "bíp" với chức năng chính để báo lỗi trong quá trình khởi động hệ thống (POST) hoặc các lỗi tràn bộ đệm của bàn phím..
Với những máy Macintosh, ngay từ khi ra đời (khoảng năm 1984) chúng đã có các chức năng âm thanh có chất lượng khá tốt, nhưng với các dòng máy PC của IBM, chức năng mở rộng âm thanh chỉ được phát triển sau những năm 1980 bởi những công ty (và phòng thí nghiệm) như AdLib, Roland, Creative Lab. Chính sự cạnh tranh của các công ty này và các công ty phát triển phần cứng về sau này đã tạo ra sự phát triển của bo mạch âm thanh.
Cho đến nay các bo mạch âm thanh đã được cải tiến rất nhiều với rất nhiều tính năng mở rộng, các bộ xử lý âm thanh còn có số transistor nhiều hơn các dòng CPU thời trước, chất lượng và các tính năng mở rộng của bo mạch âm thanh đã vượt khỏi chuẩn truyền thống khiến người sử dụng có một cách nhìn khác hơn về công nghệ giải trí trên máy tính.

### Chức năng chính
Mọi hoạt động của bo mạch âm thanh phải được điều khiển bằng phần mềm hoặc trình điều khiển (driver) trên máy tính. Các hoạt động của bo mạch âm thanh có thể là:
- Trích xuất các tín hiệu âm thanh dạng tín hiệu tương tự (analog) hoặc tín hiệu số (digital) tới các loa để phát ra âm thanh mà con người nghe được.
- Ghi lại về âm thanh để lưu trữ (hoặc phục vụ xử lý) âm thanh trong: tiếng nói, âm thanh tự nhiên, âm nhạc, phim...thông qua các ngõ đầu vào.
- Xử lý và phát lại âm thanh từ các thiết bị khác: Phát âm thanh trực tiếp từ các ổ đĩa quang, thiết bị phát MIDI.
- Kết nối với các bộ điều khiển game (joytick)
- Là thiết bị kết nối trung gian: (Cổng IEEE-1394)

## Phân loại bo mạch âm thanh
Phân loại theo bus sử dụng, bo mạch âm thanh có các thể loại sau:
- Bo mạch âm thanh sử dụng bus ISA: Là loại bo mạch âm thanh cổ điển nhất, sử dụng các bus ISA thông qua các khe cắm ISA trên máy tính.
- Bo mạch âm thanh sử dụng bus PCI: Loại bo mạch âm thanh thông dụng hiện nay đang sử dụng, chúng sử dụng bus PCI thông qua các khe cắm PCI mở rộng trong máy tính.
- Bo mạch âm thanh sử dụng bus USB: Sử dụng các cổng USB với các bo mạch âm thanh gắn ngoài thùng máy đối với máy tính cá nhân hoặc đối với các máy tính xách tay

Phân loại bo mạch âm thanh theo các kiểu loa hỗ trợ:
Cách phân loại này thông dụng hơn cách phân loại trên bởi nó phù hợp hơn đối với các loa sử dụng với bo mạch âm thanh hơn.
- Bo mạch âm thanh chỉ sử dụng với loa 2.0
- Bo mạch âm thanh sử dụng với loa X.1: Chỉ hỗ trợ đến tối đa X loa vệ tinh (X được hiểu là một số nào đó cụ thể tuỳ từng loại loa)

Phân loại bo mạch âm thanh theo dạng thức vật lý:
- Bo mạch âm thanh rời: là một phần tách rời khỏi bo mạch chủ.
- Bo mạch âm thanh liền (onboard): được tích hợp sẵn trên bo mạch chủ.

## Các kiểu kết nối vào/ra trong bo mạch âm thanh
Các đường kết nối vào/ra (I/O) mặt sau của bo mạch âm thanh bao gồm các loại như sau:
- Đường Line in: Đường nối tín hiệu đầu vào cho bo mạch âm thanh, sử dụng phi muốn phối trộn âm thanh (mix) hoặc ghi âm từ nguồn âm thanh của các bên ngoài (ti vi, radio, CD/DVD player...).
- Đường Speaker-out: Đường công suất cho loa hoặc các tai nghe (headphone). Trong một số bo mạch âm thanh đường Speaker-out được tích hợp chung với đường line-out.
- Đường Line out: Đường tín hiệu cho đầu ra cho loa (được gắn sẵn bộ khuếch đại công suất âm thanh) hoặc các thiết bị âm thanh khác. Đường line out có thể được sử dụng chung với nhiều đường khác nếu đầu ra cho các loại loa hỗ trợ X.1.
  - Line out 1: Cho các tín hiệu đầu ra các loa phía trước (front)
  - Line out 2: Cho các tín hiệu đầu ra các loa phía sau (rear)
  - Line out 3: Cho tín hiệu đầu ra với loa giữa và loa trầm (center and subwoofer)
  - Line out 4: Thường dùng cho các loại loa 7.1
- Đường Micro in: Sử dụng cho micro cắm vào bo mạch âm thanh.
- Đường Game/MIDI: Sử dụng cho các bộ điều khiển phục vụ chơi game (joystick) hoặc các thiết bị có kết nối chơi nhạc MIDI (như các loại đàn organ)

Ngoài các đường kết nối mặt sau, trên bo mạch âm thanh rời hoặc tích hợp trên bo mạch chủ còn có thể có các cổng kết nối sau:
- Đường AUX: Đường tín hiệu đầu vào bo mạch âm thanh: Thường sử dụng với một nguồn âm thanh khác sẵn có trên máy tính, ví dụ bo mạch thu sóng ti vi/FM (khi sử dụng cần kết nối đầu ra audio với đường AUX hoặc Line in để phát âm thanh trên loa.
- Đường CD-in: kết nối với CD Out của ổ CD/DVD, thường là tín hiệu tương tự.
- TAD: kết nối với các thiết bị truyền thông lắp trong, như modem lắp trong.
- PC-SPK: kết nối với loa máy tính, thường có 2 chân cắm (chỉ có trong các bo mạch âm thanh rất cũ, đa số các bo mạch chủ đều có đường âm thanh riêng cho các loa phát tín hiệu trong quá trình POST của máy tính)
- Đường tín hiệu số S/PDIF in hoặc out: dùng cho cáp quang hoặc cáp đồng trục.

## Những yêu cầu về bo mạch âm thanh tuỳ thuộc mục đích sử dụng
Do có rất nhiều loại bo mạch âm thanh khác nhau do các hãng sản xuất để đáp ứng nhu cầu của người sử dụng với chất lượng, giá thành rất khác nhau. Tuỳ theo từng nhu cầu của những người sử dụng khác nhau mà có các lựa chọn bo mạch âm thanh riêng cho phù hợp. Để đáp ứng mọi mục đích sử dụng, thị trường có sẵn các loại bo mạch âm thanh cao cấp, tuy nhiên giá thành của chúng rất cao. Để lựa chọn hợp lý theo mục đích sử dụng, đáp ứng mức ở mức độ đạt yêu cầu từng mục đích cụ thể, có thể có các yêu cầu riêng như sau:

### Nhu cầu thông thường
Mọi bo mạch âm thanh thường đáp ứng các nhu cầu đơn giản nhất luôn có tối thiểu 2 đường tín hiệu âm thanh đầu ra; 01 đường line in; 01 đường micro. Với các mức độ tối thiểu này có thể đáp ứng hầu hết các như cầu của người sử dụng nhưng chất lượng chỉ đạt ở mức tối thiểu, với một số ứng dụng đòi hỏi cấu hình cao các bo mạch loại này có thể không được chấp nhận.

### Chơi game
Bo mạch âm thanh phục vụ cho việc chơi game thông dụng hiện nay cần có các yêu cầu sau:
- Phải có các đường âm thanh phía sau (rear), tức là tối thiểu phải thuộc loại 4.0 để đảm bảo có thể phát đầy đủ âm thanh trong môi trường khi chơi game.
- Phần xử lý của bo mạch âm thanh hỗ trợ âm thanh ba chiều (3D sound); hỗ trợ tăng tốc âm thanh (audio acceleration) giúp hệ thống không cần xử lý nhiều trên CPU.
- Hỗ trợ tốt cho micro đầu vào (đây cũng là yêu cầu tối thiểu) để phục vụ việc hội thoại khi chơi game theo chế độ từng nhóm đội ở các vị trí khác nhau.
- Hỗ trợ bộ điều khiển chơi game (Gaming controller), nhưng chức năng này có thể sử dụng các giao tiếp USB trên bo mạch chủ

### Nghe nhạc, xem phim chất lượng cao
- Bộ xử lý âm thanh 24bit.
- Hỗ trợ Dolby 5.1, 6.1, 7.1 (phần mềm sử dụng cần có khả năng giải mã MPEG/DVD)

## Thiết lập chế độ làm việc của bo mạch âm thanh
Thiết lập chế độ làm việc của bo mạch âm thanh bao gồm hai phần, thiết lập phần cứng và các thiết lập khi sử dụng bằng phần mềm. Các chế độ thiết lập nhằm đảm bảo cho bo mạch âm thanh hoạt động đúng thiết kế và cho kết quả tốt nhất đối với người sử dụng.

### Thiết lập phần cứng
Phần cứng các bo mạch âm thanh loại rời là bo mạch stereo (Bo mạch 3D) và kể cả loại onboard (Bo mạch Mono) giả lập âm thanh nổi có thể sử dụng các "cầu đấu chuyển mạch" (jump) hoặc mở rộng các cổng kết nối nhập/xuất trong thùng máy để lựa chọn các chế độ làm việc phù hợp nhất hoặc thuận tiện đối với người sử dụng.Đều phải cài đặt driver, mặc dù có bo mạch rời stereo nhưng do không được cài đặt thủ công thì âm thanh đầu ra cũng chỉ là giả lập âm thanh nổi.

Lựa chọn kiểu tín hiệu đầu ra
Thông dụng nhất là các cầu đấu chuyển mạch để chuyển chế độ tín hiệu đầu ra trong các bo mạch âm thanh sử dụng chung đường speaker-out và line-out. Thông thường mọi bo mạch âm thanh đều có thể đưa ra tín hiệu có công suất nhỏ để sẵn sàng sử dụng với các loại tai nghe (headphone) nên bo mạch âm thanh luôn có một IC khuếch đại công suất có công suất nhỏ (vài chục mW đến một vài W). Mạch khuếch đại công suất này thường gây nhiễu vào tín hiệu đầu ra tạo ra các tiếng sôi nhỏ làm giảm chất lượng âm thanh. Để đảm bảo chất lượng âm thanh tốt nhất với các loa công suất lớn có gắn liền công suất hoặc các hệ thống (dàn) âm thanh dân dụng, người sử dụng nên chọn đường line-out. Trên một số bo mạch âm thanh có các cầu đấu chuyển mạch cho phép chuyển đổi qua lại giữa các loại tín hiệu đầu ra (lựa chọn giữa thể loại tín hiệu đơn thuần và đường âm thanh công suất). Người sử dụng nên đọc kỹ hướng dẫn sử dụng của bo mạch âm thanh để thực hiện sự chuyển đổi này cho phù hợp.
Đối với bo mạch âm thanh loại tích hợp trên bo mạch chủ cũng có thể có sự chuyển đổi này, người sử dụng nên đọc kỹ tài liệu về bo mạch chủ trước khi thực hiện.
Thiết lập các đường Line-in, AUX-in
Khi hệ thống máy tính sử dụng một modem lắp trong (hoặc modem ngoài), các tính năng tự động trả lời, ghi âm cuộc thoại... nếu sử dụng mà modem đó không có chức năng điều hợp âm thanh thì có thể cắm các đường speaker hoặc line-out trên modem với đường AUX-in hoặc line-in của bo mạch âm thanh.
Tương tự đối với các bo mạch bắt sóng ti vi/FM, cũng có thể sử dụng như với modem.
Thiết lập các dây nối với các ngõ xuất phía trước thùng máy
Các vỏ máy tính hiện nay đa số đều có các ngõ xuất/nhập (I/O) để thuận tiện cho người sử dụng, các ngõ này thường bao gồm một đường speaker-out, một đường mic-in và hai giao tiếp USB, IEEE-1394.
Để các ngõ xuất/nhập này hoạt động được, cần sử dụng các đầu cắm của chúng để cắm vào bo mạch chủ (đối với loại bo mạch âm thanh tích hợp) hoặc trên bo mạch âm thanh rời.
Không có một hướng dẫn cụ thể nào phù hợp với mọi bo mạch âm thanh, cần đọc tài liệu kèm theo bo mạch âm thanh hoặc bo mạch chủ.

### Thiết lập trên trình điều khiển hoặc các phần mềm đi kèm
Bo mạch âm thanh khi làm việc trên các hệ điều hành mới đây đều phải sử dụng các trình điều khiển (driver) cũng giống như các thiết bị khác. Để hệ thống làm việc đúng cần cài đặt trình điều khiển ngay sau khi lắp đặt bo mạch âm thanh vào hệ thống.
Việc thiết lập trình điều khiển ngoài các cách cài đặt thông thường, cần thiết lập chú ý đến:
- Chế độ làm việc: 16bit hoặc 24bit: Chế độ thiết lập mặc định của driver và các phần mềm đi kèm theo bo mạch âm thanh thường thiết lập tại chế độ 16 bit. Để các phần mềm phát DVD hoạt động tốt hơn, cho chất lượng âm thanh cao hơn, cần thiết lập theo chế độ 24bit (Bit depth = 24 bit). Việc thiết lập này đa phần trên các phần mềm cài đặt kèm theo bo mạch âm thanh, chúng có thể xuất hiện tại thư mục cài đặt riêng hoặc trong Control Panel.
- Điều chỉnh âm sắc (equalizer), môi trường giả lập (enviroment, EAX...)...: Lựa chọn chế độ âm thanh theo sở thích của người sử dụng.
- Thiết lập quy ước các cổng xuất nhập trên phần mềm: Một số bo mạch âm thanh tích hợp sẵn trên bo mạch chủ có thể lựa chọn các cổng xuất/nhập dựa trên phần mềm, khi này chúng thường có các bộ cảm biến để nhận biết mỗi sự kết nối (hoặc bằng cách đo điện trở và so sánh), người sử dụng cần xác nhận lại sự chính xác của các thiết bị kết nối (đặc biệt là cần thiết đối với thứ tự các loa theo đúng thứ tự). Đối với thể loại bo mạch chủ này, không có sự tuyệt đối giữa các cổng xuất/nhập (ví dụ: đường mic-in cũng có thể được lựa chọn thành line-out qua cách thiết lập phần mềm)

## Những thiết bị kết nối đầu vào và đầu ra của bo mạch âm thanh

### Kết nối đầu vào
- Micro độc lập hoặc được gắn kèm với tai nghe.
- Ti vi, đầu phát đĩa CD/DVD dùng để ghi lại âm thanh hoặc sử dụng vào các mục đích biên tập video, nén âm thanh...

### Kết nối đầu ra
Đầu ra của bo mạch âm thanh có thể bao gồm các thiết bị sau:
- Loa có kèm bộ khuếch đại công suất.
- Tai nghe (headphone) dùng cho nghe âm thanh gọn nhẹ hoặc không làm ồn đến môi trường xung quanh.
- Các loại dàn âm thanh giải trí dân dụng cùng hệ thống loa của nó.
- Các thiết bị ghi âm.